# Busseola
Busseola é um gênero de traça pertencente à família Arctiidae.